# Rudy Giuliani
Rudolph Giuliani William Louis (/ˌdʒuːliˈɑːni/, tiếng Ý: [dʒuˈljaːni]; sinh ngày 28 tháng 5 năm 1944) là một luật sư và chính trị gia người Mỹ, từng là Thị trưởng thứ 107 của Thành phố New York từ năm 1994 đến năm 2001. Là một đảng viên Dân chủ và sau đó là Độc lập vào những năm 1970, Giuliani là một đảng viên Cộng hòa từ những năm 1980. Ông từng là Phó Tổng chưởng lý Hoa Kỳ từ năm 1981 đến năm 1983 và Luật sư Hoa Kỳ cho Quận phía Nam của New York từ năm 1983 đến năm 1989.